# معركة بجاية (1835)
وقعت معركة بجاية أثناء الغزو الفرنسي للجزائر ، تعرضت المدينة ( بجاية ) التي استولى عليها الفرنسيون عام 1833 ، للهجوم من قبل القبائل .

## المعركة
وقع الهجوم في تشرين الثاني ( نوفمبر ) عام 1835 واستمر خمسة أيام . ومع ذلك ، تم صد الهجوم بعد القتال الذي دار في بعض الأحيان بالأسلحة البيضاء .